# Chiesa di Santa Maria dei Prati
La chiesa di Santa Maria ai Prati, indicata anche come chiesa di Santa Maria dei Prà, italianizzato in "dei prati", di Prà o popolarmente Ciesazza, per la sua antichità o per l'abbandono a seguito di inondazioni, è un edificio religioso ubicato a Chiesazza, località del comune di Ponso in provincia di Padova che ne ha assunto il toponimo, sulla strada che collega il centro della bassa padovana a Piacenza d'Adige.
L'edificio, eretto nell'XI secolo e modificato nei secoli successivi, senza comunque perdere la sua originale connotazione stilistica, è uno dei pochi esempi rimasti di chiesa campestre romanica nel territorio della Bassa Padovana.

## Descrizione

### Esterno

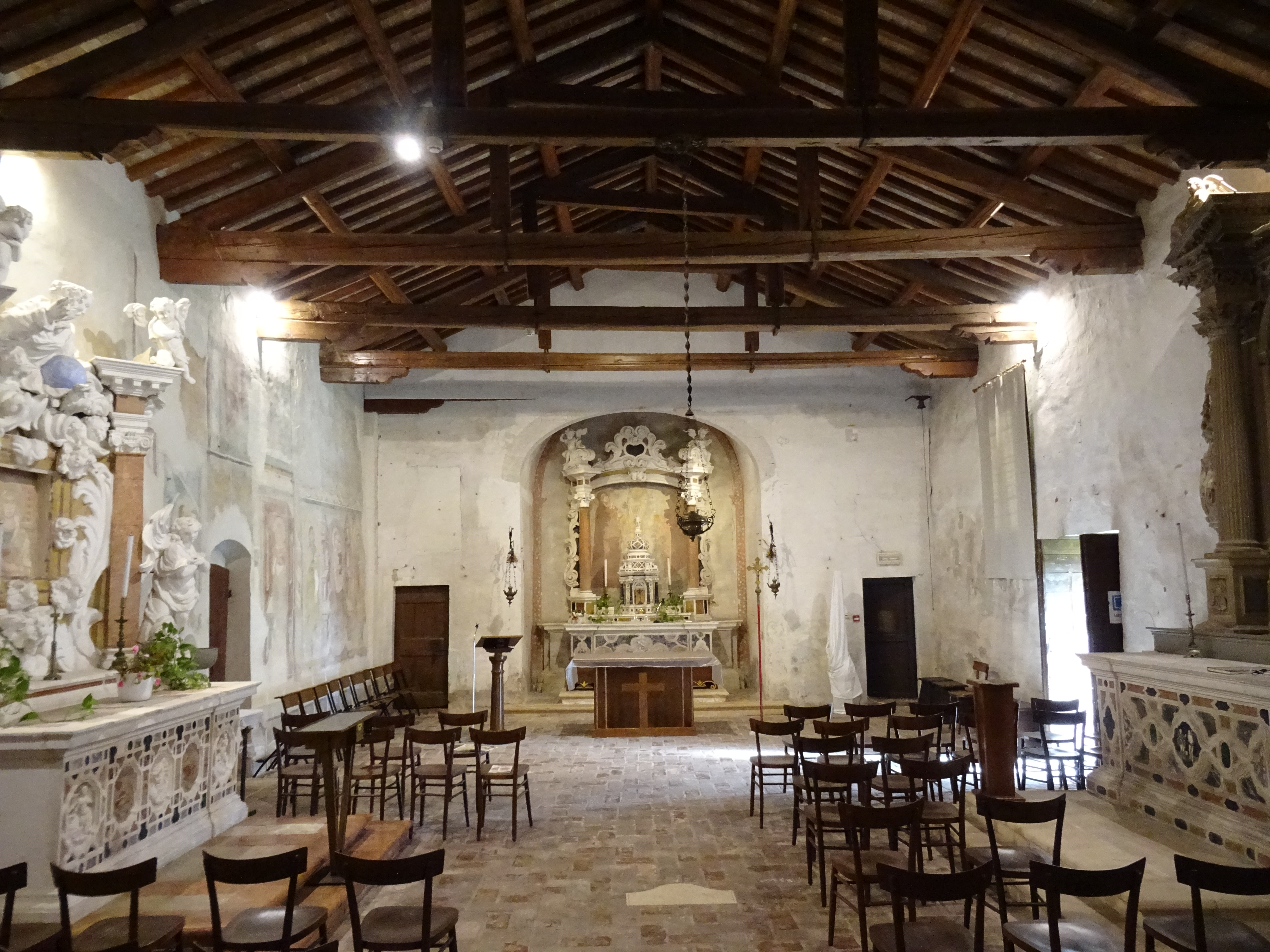
Interno

L'edificio ripropone l'impostazione classica del tempo nella costruzione di edifici destinati al culto, pianta a navata unica e copertura a capanna, di gusto romanico, con orientamento, anche questo tipico per l'epoca, con facciata posta a ovest. A una più attenta osservazione dei materiali utilizzati, la costruzione rivela numerosi interventi che si sono susseguiti nei secoli, anche per la necessaria manutenzione a seguito di devastanti inondazioni del territorio circostante. Lo zoccolo è costituito da un'accozzaglia di vari materiali di risulta, tra cui parti di laterizi e spolia di epoca romana oltre a blocchi di trachite presumibilmente provenienti dalle cave dei vicini Colli Euganei.
Tutta la struttura è in muratura a mattoni faccia a vista, compreso il campanile che, come la parte superiore dell'edificio, si ritiene di epoca rinascimentale. Originariamente presentava anche un'abside scomparsa nel tempo, demolita o inglobata dalla struttura allungatasi per ospitare un maggior numero di fedeli.
L'interno è accessibile tramite un semplice portale sulla facciata principale, impreziosita da modanature, e uno minore posto sul lato sinistro, nei pressi del campanile, anch'esso romanico e a pianta quadrata.

### Interno
L'interno conserva numerosi affreschi a tema religioso, realizzati, ad un esame di pigmenti usati e tecnica pittorica, presumibilmente nel XIII secolo, tra i quali spiccano due ritratti della Madonna col Bambino, un'annunciazione e un San Giovanni.

### Annotazioni
1. ↑  In lingua veneta il termine ciesazza suona come dispregiativo, tuttavia in questo caso è utilizzato con un'accezione referenziale per sottolineare la vetustà della costruzione.

### Fonti
1. ↑  galpatavino.it, Chiesa di Santa Maria dei Prati.
2. 1 2   La Storia del nostro paese, su comune.ponso.pd.it. URL consultato il 25 marzo 2020 (archiviato dall'url originale il 31 agosto 2013).
3. 1 2 3 4 5  atesinoproloco.net, Chiesa Santa Maria ai Prati.